# Kifferwahn
Kifferwahn (Originaltitel: Reefer Madness) ist ein US-amerikanischer Fernsehfilm von Andy Fickman aus dem Jahr 2005. Vor der Ausstrahlung am 16. April 2005 auf dem Pay-TV-Sender Showtime hatte er im Januar 2005 seine Premiere auf dem Sundance Film Festival. In Deutschland wurde der Film auch im Kino gezeigt, die Veröffentlichungen auf DVD folgten am 8. November 2005 in den USA und am 25. August 2006 in Deutschland.
Der Film basiert auf dem Musical Reefer Madness, das 1998 in Los Angeles Premiere hatte und seinerseits auf dem Exploitation-Film Reefer Madness von 1936 basiert.

## Handlung
In einer Kleinstadt der 1930er Jahre klärt ein Wissenschaftler in einer Highschool Bürger über die Risiken und Tücken von Marihuana auf. Zu diesem Zweck erzählt er die Geschichte des jugendlichen Liebespärchens Jimmy Harper und Mary Lane.
Auf der von Schwarzen bewohnten Seite der Stadt agiert der sadistische Drogendealer Jack Stone mit seinen Kumpanen Sally DeBanis, einer Prostituierten, dem College-Studenten Ralph Wiley und seiner drogenabhängigen Geliebten Mae. Als Jack bei einem Besuch von Miss Poppys Sodabar auf Jimmy trifft, gibt er ihm Cannabis, worauf Jimmy sofort zu einem verrückten Abhängigen mutiert, und seine Geliebte Mary vergisst.
Eines Nachts brechen Jimmy und Ralph in der Kirche ein, um Geld für Drogen vom Sammelteller zu stehlen. Infolgedessen steigt Jesus vom Kreuz und mahnt Jimmy, seine Gewohnheit aufzugeben, der aber nicht kann, ist er doch schon zu besessen vom Rauschgift. Als Jimmy zum Bau der Truppe zurückkommt, erfährt er, dass Sally aus Mangel an Drogengeld ihr Kind auf dem Schwarzmarkt verkauft hat. In einer anderen Nacht rasen die beiden besoffen mit dem Auto nach Hause, wobei sie einen alten Mann überfahren. Sally flieht, und Jimmy fährt von Panik getrieben heim zu Mary, wo er ihr seine fortwährende Liebe gesteht und sie bittet, ihn zu verlassen, obwohl sie mit ihm gehen will. Jimmy will sich anschließend vom Haus entfernen, um irgendwo neuzubeginnen, trifft dort aber auf Jack, der ihm hinterhältigerweise einen mit Marihuana gefüllten Brownie anbietet, da er Gefahr wittert, seine Machenschaften könnten auffliegen, würde Jimmy von der Polizei gefasst werden. Sofort verschwindet Mary aus Jimmys Gedanken.
Als Jimmy diesmal zum Verhau der Drogendealer-Bande zurückkehren will, folgt Mary ihm heimlich nach, um ihn zu retten. Sie wird aber von Ralph abgefangen, der ihr zuschmeichelt und sie mit Marihuana in Kontakt geraten lässt. Daraufhin beginnt Mary, sich in eine Domina zu verwandeln und Ralph zu vergewaltigen. Als Jimmy dies sieht, beginnt er mit Ralph zu kämpfen. Jack kommt herein und will die Rauferei stoppen, bald löst sich aber ein Schuss aus seiner Waffe und trifft Mary mitten ins Herz. Sie stirbt in Jimmys Armen, und als die Polizei herbeikommt, wird ihr Geliebter Richtung Todestrakt abgeführt, da Jack Jimmy als den Täter bezichtigt. Ralph wird überdies wahnsinnig und sieht Mary, Jimmy sowie die anderen Marihuana-Geschädigten auf sich zu kommen. In einer Hungerattacke tötet er Sally, und beginnt, sie aufzuessen. Jack schießt einige Male auf Ralph, der sich aber – von seinem Kifferwahn gestärkt – in den Hinterhof retten kann. Als Jack nachsehen will, ob er dort immer noch liegt, sieht er, wie Ralph von einem Baum stürzt und auf einer Vogelscheuche aufgespießt wird. Auch Mae bekommt Wahnvorstellungen, und um dem Treiben ein Ende zu setzen, tötet sie Jack mit einer Gartenhacke.
Später liest Mae in der Zeitung, dass der Präsident in der Stadt ein krankes Kind besuchen will, und sie entschließt sich, zu ihm zu gehen und eine präsidentale Begnadigung zu erreichen. Dies gelingt ihr, und sie können Jimmy gerade noch vom elektrischen Stuhl retten. Schließlich fahren sie zur Bandenhütte, um die Sache niederzubrennen. Mary erscheint mit einem Heiligenschein und verspricht Jimmy, auf ihn im Himmel zu warten.

## Kritiken
„Eine parodistische Breitseite gegen die Weltsicht der konservativen Rechten im heutigen Amerika, die mit schwungvoller Musik und gewitzten Dialogen aufwartet, über weite Strecken aber nichts weiter tut, als die Vorurteile eines liberalen Publikums zu bestätigen. Erschwerend kommt hinzu, dass die ungewollte Selbstparodie der Vorlage kaum zu überbieten ist.“

„Lustvoll übersteigerte Genre-Parodie in opulentem Retro-Look, deren rauschhaft inszenierte Musical-Einlagen etwas zu bemüht um Kultstatus buhlen.“

„Wie die Geißel Marihuana Menschen in Monster verwandelt und eine vielversprechende junge Liebe im Keim erstickt. Brandaktuelle Suchtberatung aus kompetenter B-Movie-Spaßmanufaktur.“

## Auszeichnungen
- 2005 Emmy in der Kategorie „Music and Lyrics“ für das Stück „Mary Jane/Mary Lane“
- 2005 Premiere Audience Award beim Festival du cinéma américain de Deauville in Frankreich